# Église Saint-Georges (Villeneuve-Saint-Georges)
Pour les articles homonymes, voir église Saint-Georges.
L'église Saint-Georges est une église paroissiale de confession catholique située dans la commune française de Villeneuve-Saint-Georges, dans le département du Val-de-Marne.

## Histoire

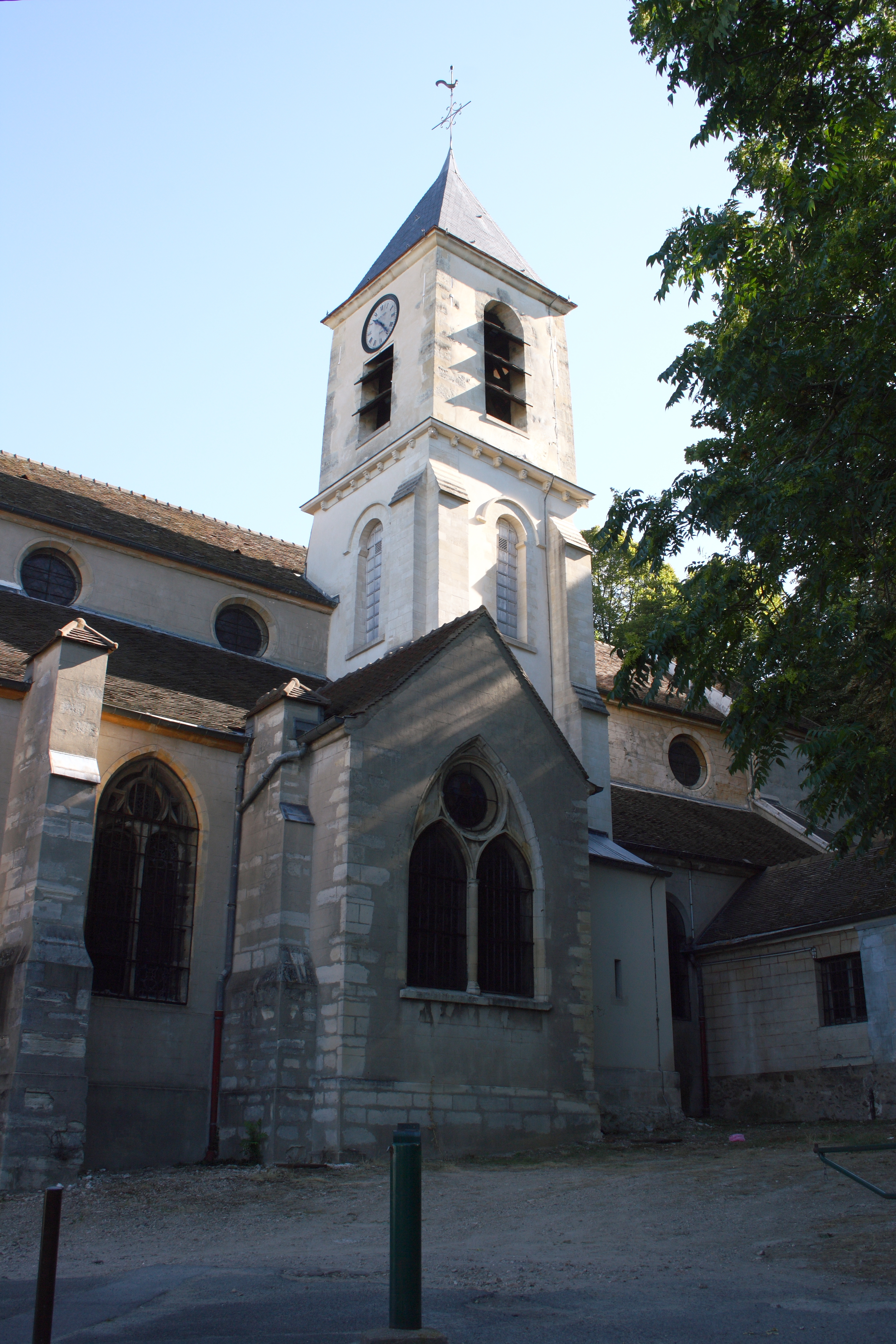
L'église vue du sud-ouest

La première mention d’une église à Villeneuve-Saint-Georges remonte au IXe siècle. L’abbé Irminon évoque dans son Polyptyque une église « bien bâtie »,. À partir du milieu du XIe siècle, l’édifice est une possession de l’abbaye de Saint-Germain-des-Prés. C’est également au XIe siècle que des reliques de saint Georges, un chrétien mort en martyr à Cordoue, y sont déposées. Ces dernières avaient été transférées depuis l’Espagne au IXe siècle par un moine de l’abbaye de Saint-Germain-des-Prés, Usuard. À la suite de cet évènement, l’église est placée sous le vocable du saint.
La base du clocher, datée du XIe siècle, constitue la partie la plus ancienne de l’édifice actuel. L’église est par la suite reconstruite au XIIIe siècle puis agrandie et transformée au cours des XVIe siècle et XVIIe siècle. Elle reste la possession de l’abbaye de Saint-Germain-des-Prés jusqu’en 1791, au moment de la vente des biens nationaux.  
Au cours du XIXe siècle, l’église est restaurée à trois reprises : en 1820-1822, 1863-1864 et 1867-1870. Ces trois campagnes modifient considérablement la structure architecturale et le décor intérieur de l’édifice.  
L'église fait l’objet d’une inscription au titre des monuments historiques depuis le 16 juillet 1925.

## Architecture

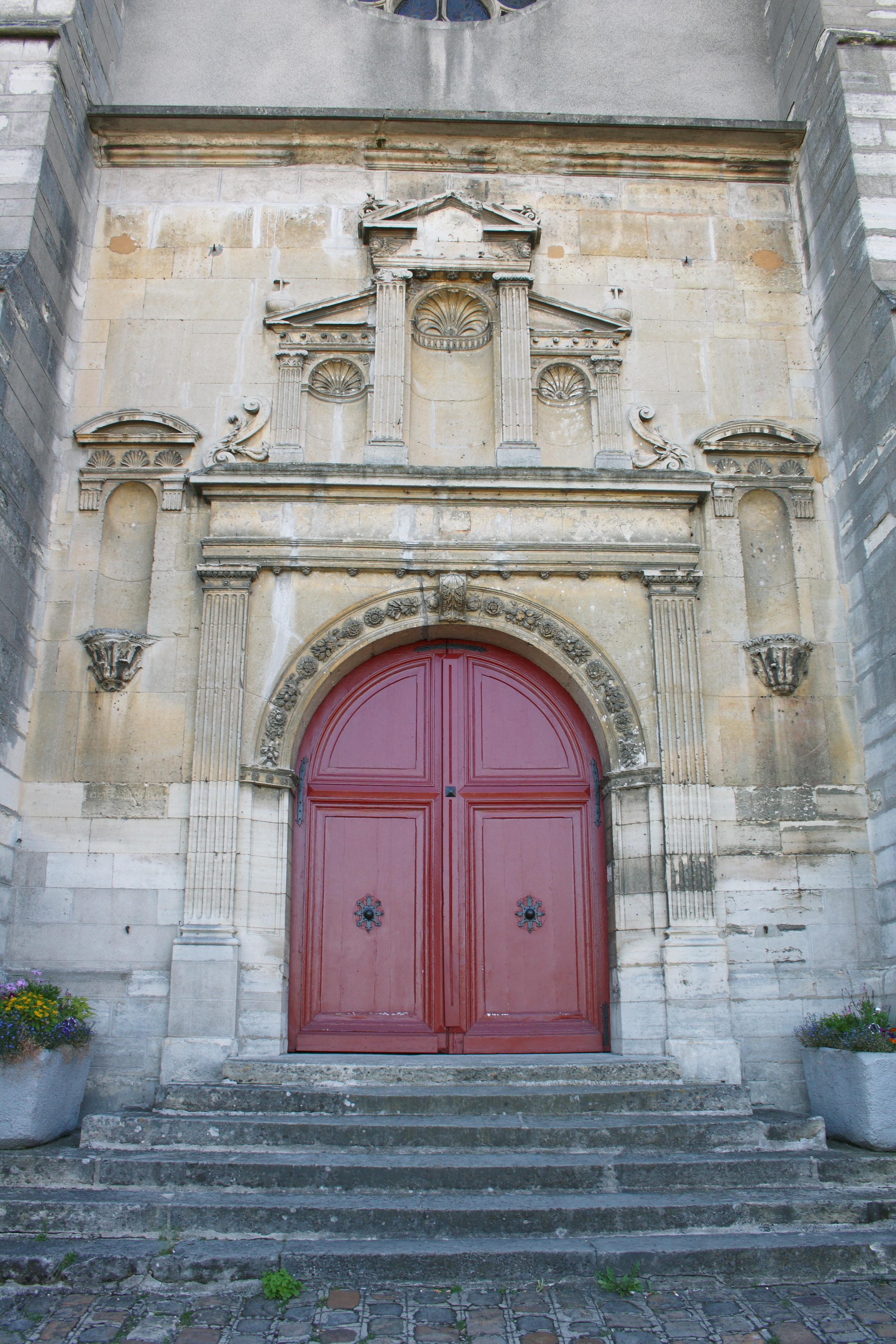
Portail central de la façade ouest

La façade et les trois premières travées, à l’ouest, sont probablement du XVIe siècle. Les trois travées suivantes, à l’est, sont pour leur part datées du XIIIe siècle. Les voûtes de la nef et des bas-côtés, l’abside du chœur, les trois chapelles et la sacristie sont du XIXe siècle.   
La façade de style Renaissance était ornée d’un ensemble de sculptures représentants la Vierge au centre, entourée de saint Simon, saint Jude, saint Pierre et saint Paul . Apposée sur le socle d'une des statues aujourd'hui disparue, la date de 1549 permet de mieux situer cette phase de construction de l’église. La façade était surmontée d’une statue de saint Georges, déposée en 1997.  
Le clocher daterait pour sa partie inférieure du XIe siècle et pour sa partie supérieure du XVIIe siècle.

## Œuvres d'art

### Sculptures

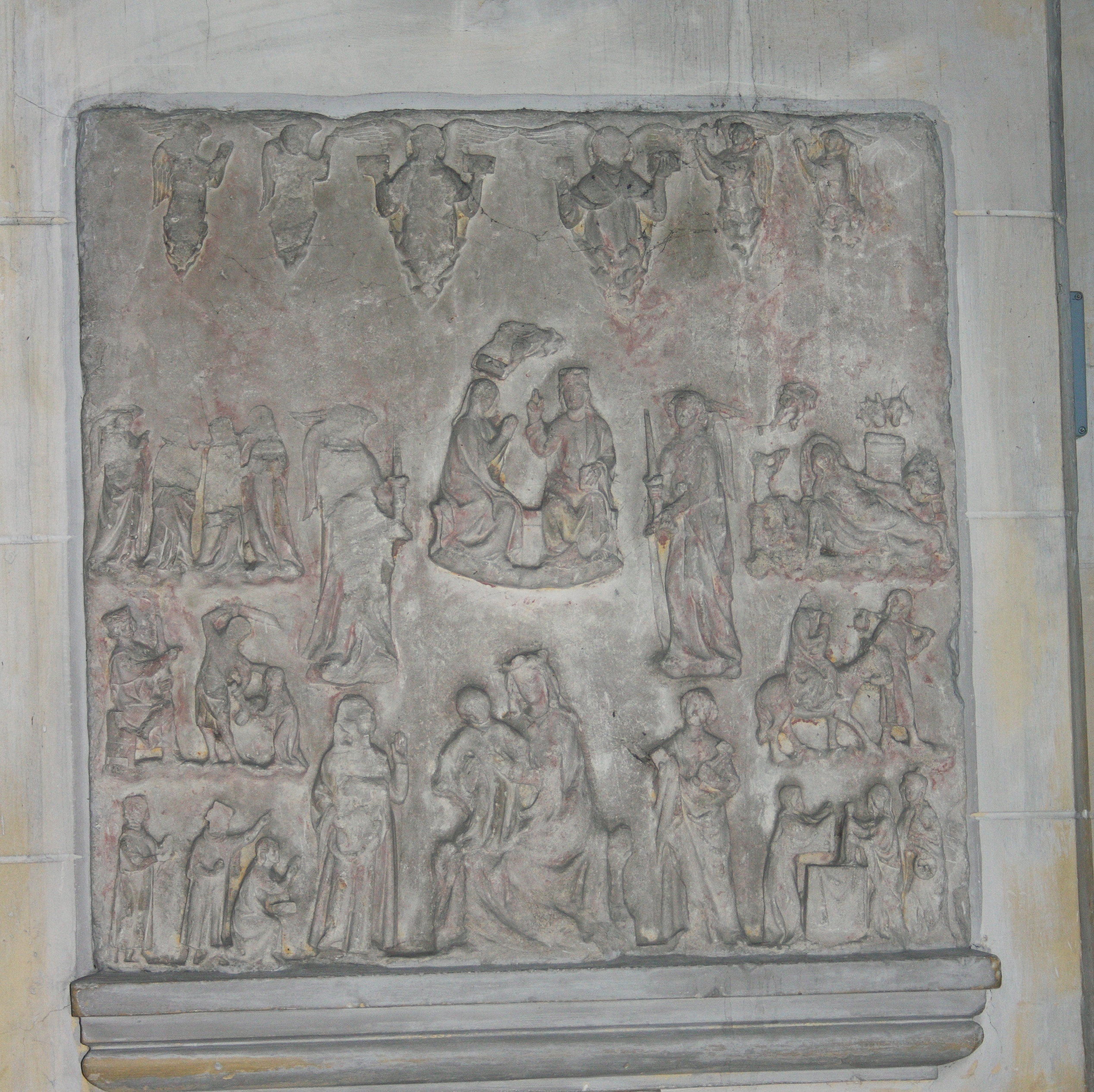
Bas-relief orné de scènes de la vie de la Vierge (XVIe siècle)

- Une Vierge de pitié en pierre peinte, datant du XVe siècle, fait l’objet d’un classement au titre objet des monuments historiques depuis le 20 février 1915[14].

- Un bas-relief  en pierre orné de scènes de la vie de la Vierge, datant du XVIe siècle, fait l’objet d’un classement au titre objet des monuments historiques depuis le 2 mai 1907[15].

- Une statue en bois représentant saint Georges terrassant le dragon, datant possiblement du  XVIIe siècle, pourrait provenir de l’abbaye de Valloires[16].

- La dalle funéraire en marbre noir de Jean Bachelier, « écuyer, juge et consul de la ville de Paris » décédé en 1688, et de son épouse Geneviève Marcadey, décédée en 1684, datant du XVIIIe siècle, fait l’objet d’un classement au titre objet des monuments historiques depuis le 15 septembre 1971[17].

- Les fonts baptismaux, datant du XVIIIe siècle, font l’objet d’un classement au titre objet des monuments historiques depuis le 15 septembre 1971[18].

### Peintures
- L’Adoration des mages, tableau peint en 1717 par Jean-Baptiste Oudry (1686-1755)[19] et conservé à l’église Saint-Martin-des-Champs de Paris jusqu’à la Révolution française, fait l’objet d’un classement au titre objet des monuments historiques depuis le 5 décembre 1908[20].

### Mobilier
- Le fauteuil de célébrant, accompagné de ses deux tabourets d'église, datant du XVIIIe siècle, font l’objet d’un classement au titre objet des monuments historiques depuis le 15 septembre 1971[21].

### Cloches
- Des quatre cloches en bronze qui existaient à la Révolution ne reste que Georgette Marie Magdelaine, bénite en 1791[22]. Elle fait l’objet d’un classement au titre objet des monuments historiques depuis le 27 avril 1944[23].